# Let the River Run
Singles de Carly Simon
All I Want Is You
(1987) Better Not Tell Her
(1990)
Let the River Run est une chanson écrite, composée et enregistrée par la chanteuse américaine Carly Simon spécifiquement pour le film Working Girl sorti en 1988.
Lors de la cérémonie des Oscars de 1989, la chanson remporte l'Oscar de la meilleure chanson originale de film.
La chanson remporte aussi le Golden Globe de la meilleure chanson originale au Golden Globes (ex æquo avec Two Hearts du film Buster) ainsi que le Grammy de la meilleure chanson écrite spécifiquement pour le cinéma ou la télévision aux Grammy Awards de 1990.
Dans la version originale du film Working Girl, la chanson se classe 91e dans la liste des « 100 plus grandes chansons du cinéma américain » selon l'American Film Institute (AFI).

## Texte et musique
Selon le site Songfacts, Carly Simon a décrit cette chanson comme un « hymne avec un rythme de jungle ».